# Вінцент Годлевський
Вінце́нт Годле́вський (біл. Вінцэнт Гадлеўскі; 16 листопада 1898, Шуричі — 24 січня 1942) — білоруський католицький священник, громадський і політичний діяч, публіцист. Входив до складу Ради Білоруської Народної Республіки.

## Життєпис
Народився 16 листопада 1898 року в селі Шуричі Волковиського повіту.
Закінчив Віленську католицьку духовну семінарію та Імператорську римо-католицьку духовну академію в Санкт-Петербурзі. Одним з перших став проповідувати в костелі білоруською мовою. Після проголошення Білоруської Народної Республіки Годлевський входив до складу Ради БНР.
Вінцент Годлевський — серед засновників ідеї білоруської християнської демократії, редактор газети «Крыніца».
Коли Західна Білорусь згідно з Ризьким мирним договором перейшла під контроль Польщі, Годлевський викладав у семінарії, проповідував у селі Жодзішки. За національно-визвольну діяльність був заарештований польською владою. Після ув'язнення жив у Вільнюсі, переклав Новий Заповіт білоруською мовою.
У 1939–1940 роках видавав часопис «Беларускі Фронт» та заснував Білоруську незалежницьку партію.
У червні 1940 виїхав з Вільнюса до Варшави, працював у Білоруському комітеті. У жовтні 1941 був призначений головним шкільним інспектором у Мінську, керував роботою з підготовки навчальних програм для білоруських початкових шкіл, одночасно був членом Білоруської Народної Самооборони.
З початком радянсько-німецької війни виступав на стороні Німеччини, сподіваючись з її допомогою здобути для Білорусі незалежність, однак згодом, побачивши нацистську політику в Білорусі, став на антинімецькі позиції. Годлевький — один з головних організаторів підпільної антинімецької націоналістичної організації «Беларускі Цэнтральны (Народны) Фронт»" та підпільного антинімецького націоналістичного партизанського руху.
24 січня 1942 Вінцент Годлевський був заарештований гестапівцями у Мінську та розстріляний у концентраційному таборі Малий Тростянець.